# Zdzisław Wesołowski (polityk)
Zdzisław Kazimierz Wesołowski (ur. 19 lipca 1942 w Kleczewie, zm. 12 maja 2013) – polski ślusarz i działacz socjalistyczny, poseł na Sejm PRL VII kadencji.

## Życiorys
W 1957 został członkiem Związku Młodzieży Socjalistycznej, a w 1961 Polskiej Zjednoczonej Partii Robotniczej. Przez okres trzech kadencji zasiadał w egzekutywie i plenum Komitetu Powiatowego, Komitetu Zakładowego i Komitetu Wojewódzkiego partii. W 1960 ukończył Zasadniczą Szkołę Zawodową w Koninie ze specjalnością ślusarz maszynowy, po czym tego samego roku podjął pracę jako brygadzista w Kopalni Węgla Brunatnego „Konin”. W 1976 uzyskał mandat posła na Sejm PRL w okręgu Konin. Zasiadał w Komisji Budownictwa i Przemysłu Materiałów Budowlanych oraz w Komisji Górnictwa, Energetyki i Chemii.
W 2006 otrzymał odznakę „Zasłużony dla Gminy i Miasta Kleczew”.
Pochowany na cmentarzu parafialnym w Kleczewie.